# 星の夜の脈の音の
『星の夜の脈の音の』（ほしのよるのみゃくのおとの）は、nano.RIPEのオリジナルアルバム。2011年10月19日にLantisから発売された。

## 概要
初のメジャーでのリリースとなるオリジナルアルバム。シングル5曲に加え、インディーズ時代からのライブでの定番曲にもなっている「ノクチルカ」「世界点」の新録版を収録。初回限定盤と通常盤の2種類の仕様で発売され、前者にはシングル5曲と「セラトナ」のPVを収録したDVDを同梱。
スピッツの草野マサムネは、「じわじわと元気が沸き上がってくる、そんなアルバム」と評した。

## 収録曲
全作詞：きみコ、全編曲：nano.RIPE
1. セラトナ [4:46]
作曲：佐々木淳
2. ハナノイロ [4:04]
作曲：きみコ
  - 3rdシングル。
3. 雨を待つ [4:06]
作曲：きみコ
4. 15秒 [4:15]
作曲：きみコ、佐々木淳
  - 5thシングルカップリング。
5. ハイリープ [4:03]
作曲：きみコ
6. 面影ワープ [3:32]
作曲：佐々木淳
  - 5thシングル。
7. ハッチ [4:04]
作曲：佐々木淳
8. 星の夜の脈の音の [1:57]
作曲：nano.RIPE
9. フラッシュキーパー [3:44]
作曲：佐々木淳
  - 2ndシングル。
10. ノクチルカ [4:04]
作曲：きみコ
  - インディーズ時代からのライブ定番曲のリテイク。
11. パトリシア [5:26]
作曲：佐々木淳
  - 1stシングル。
12. 細胞キオク [4:14]
作曲：佐々木淳
  - 4thシングル。
13. 世界点 [4:36]
作曲：佐々木淳
  - 「ノクチルカ」と同じくインディーズ時代からのライブ定番曲のリテイク。
14. てのひらのマリー [4:25]
作曲：きみコ

DVD（初回限定盤のみ）
- 各シングル曲および「セラトナ」のPV